# Йоанн Тіоні
Йоанн Тіоні (фр. Yohann Tihoni, нар. 20 липня 1994, Таярапу-Вест) — таїтянський футболіст, нападник клубу «Роню» та національної збірної Таїті.

## Клубна кар'єра
У дорослому футболі дебютував 2012 року виступами за команду клубу «Роню», кольори якої захищає й донині.

## Виступи за збірні
2011 року дебютував у складі юнацької збірної Таїті, взяв участь у 5 іграх на юнацькому рівні, відзначившись 3 забитими голами.
2013 року дебютував в офіційних матчах у складі національної збірної Таїті. Наразі провів у формі головної команди країни 2 матчі.
У складі збірної був учасником розіграшу Кубка конфедерацій 2013 року в Бразилії.